# Rock Dust Light Star
Rock dust light star is het zevende studioalbum van de Britse acid jazz band Jamiroquai, en kwam uit op 29 oktober 2010. Op 6 november 2010 kwam het album op nummer 1 binnen in de Nederlandse Album Top 100. In de Vlaamse Ultratop 100 Album lijst kwam het album slechts binnen op een 68 plaats.
Als voorloper op het album werd op 30 augustus 2010 de single White Knuckle Ride uitgebracht. Welke op 3FM als een 3FM Megahit werd en in de Nederlandse en Vlaamse hitlijsten terechtkwam.

## Tracklist
Van het album kwam ook een "Deluxe Edition" uit. Welke naast de 12 nummers op het originele album nog 6 extra nummers bevat.

## Uitgebrachte singles
| Single met eventuele hitnotering(en) in de Nederlandse Top 40 | Datum van verschijnen | Datum van binnenkomst | Hoogste positie | Aantal weken | Opmerkingen              |
| ------------------------------------------------------------- | --------------------- | --------------------- | --------------- | ------------ | ------------------------ |
| White Knuckle Ride                                            | 30-08-2010            | 11-09-2010            | 25              | 3            | #15 in de Single Top 100 |
| Blue skies                                                    | 01-11-2010            | -                     |                 |              | #79 in de Single Top 100 |

| Single met hitnotering(en) in de Vlaamse Ultratop 50 | Datum van verschijnen | Datum van binnenkomst | Hoogste positie | Aantal weken | Opmerkingen |
| ---------------------------------------------------- | --------------------- | --------------------- | --------------- | ------------ | ----------- |
| White Knuckle Ride                                   | 2010                  | 13-11-2010            | 41              | 1            |             |

## Hitnoteringen

### NederlandseAlbum Top 100
| Hitnotering: (Week 1 t/m 17) 06-11-2010 t/m 26-02-2011 Hitnotering: (Week 18 t/m 19) 26-03-2011 t/m 02-04-2011 Hitnotering: (Week 20 t/m 21) 16-04-2011 t/m 23-04-2011 | Hitnotering: (Week 1 t/m 17) 06-11-2010 t/m 26-02-2011 Hitnotering: (Week 18 t/m 19) 26-03-2011 t/m 02-04-2011 Hitnotering: (Week 20 t/m 21) 16-04-2011 t/m 23-04-2011 | Hitnotering: (Week 1 t/m 17) 06-11-2010 t/m 26-02-2011 Hitnotering: (Week 18 t/m 19) 26-03-2011 t/m 02-04-2011 Hitnotering: (Week 20 t/m 21) 16-04-2011 t/m 23-04-2011 | Hitnotering: (Week 1 t/m 17) 06-11-2010 t/m 26-02-2011 Hitnotering: (Week 18 t/m 19) 26-03-2011 t/m 02-04-2011 Hitnotering: (Week 20 t/m 21) 16-04-2011 t/m 23-04-2011 | Hitnotering: (Week 1 t/m 17) 06-11-2010 t/m 26-02-2011 Hitnotering: (Week 18 t/m 19) 26-03-2011 t/m 02-04-2011 Hitnotering: (Week 20 t/m 21) 16-04-2011 t/m 23-04-2011 | Hitnotering: (Week 1 t/m 17) 06-11-2010 t/m 26-02-2011 Hitnotering: (Week 18 t/m 19) 26-03-2011 t/m 02-04-2011 Hitnotering: (Week 20 t/m 21) 16-04-2011 t/m 23-04-2011 | Hitnotering: (Week 1 t/m 17) 06-11-2010 t/m 26-02-2011 Hitnotering: (Week 18 t/m 19) 26-03-2011 t/m 02-04-2011 Hitnotering: (Week 20 t/m 21) 16-04-2011 t/m 23-04-2011 | Hitnotering: (Week 1 t/m 17) 06-11-2010 t/m 26-02-2011 Hitnotering: (Week 18 t/m 19) 26-03-2011 t/m 02-04-2011 Hitnotering: (Week 20 t/m 21) 16-04-2011 t/m 23-04-2011 | Hitnotering: (Week 1 t/m 17) 06-11-2010 t/m 26-02-2011 Hitnotering: (Week 18 t/m 19) 26-03-2011 t/m 02-04-2011 Hitnotering: (Week 20 t/m 21) 16-04-2011 t/m 23-04-2011 | Hitnotering: (Week 1 t/m 17) 06-11-2010 t/m 26-02-2011 Hitnotering: (Week 18 t/m 19) 26-03-2011 t/m 02-04-2011 Hitnotering: (Week 20 t/m 21) 16-04-2011 t/m 23-04-2011 | Hitnotering: (Week 1 t/m 17) 06-11-2010 t/m 26-02-2011 Hitnotering: (Week 18 t/m 19) 26-03-2011 t/m 02-04-2011 Hitnotering: (Week 20 t/m 21) 16-04-2011 t/m 23-04-2011 | Hitnotering: (Week 1 t/m 17) 06-11-2010 t/m 26-02-2011 Hitnotering: (Week 18 t/m 19) 26-03-2011 t/m 02-04-2011 Hitnotering: (Week 20 t/m 21) 16-04-2011 t/m 23-04-2011 | Hitnotering: (Week 1 t/m 17) 06-11-2010 t/m 26-02-2011 Hitnotering: (Week 18 t/m 19) 26-03-2011 t/m 02-04-2011 Hitnotering: (Week 20 t/m 21) 16-04-2011 t/m 23-04-2011 | Hitnotering: (Week 1 t/m 17) 06-11-2010 t/m 26-02-2011 Hitnotering: (Week 18 t/m 19) 26-03-2011 t/m 02-04-2011 Hitnotering: (Week 20 t/m 21) 16-04-2011 t/m 23-04-2011 | Hitnotering: (Week 1 t/m 17) 06-11-2010 t/m 26-02-2011 Hitnotering: (Week 18 t/m 19) 26-03-2011 t/m 02-04-2011 Hitnotering: (Week 20 t/m 21) 16-04-2011 t/m 23-04-2011 | Hitnotering: (Week 1 t/m 17) 06-11-2010 t/m 26-02-2011 Hitnotering: (Week 18 t/m 19) 26-03-2011 t/m 02-04-2011 Hitnotering: (Week 20 t/m 21) 16-04-2011 t/m 23-04-2011 | Hitnotering: (Week 1 t/m 17) 06-11-2010 t/m 26-02-2011 Hitnotering: (Week 18 t/m 19) 26-03-2011 t/m 02-04-2011 Hitnotering: (Week 20 t/m 21) 16-04-2011 t/m 23-04-2011 | Hitnotering: (Week 1 t/m 17) 06-11-2010 t/m 26-02-2011 Hitnotering: (Week 18 t/m 19) 26-03-2011 t/m 02-04-2011 Hitnotering: (Week 20 t/m 21) 16-04-2011 t/m 23-04-2011 | Hitnotering: (Week 1 t/m 17) 06-11-2010 t/m 26-02-2011 Hitnotering: (Week 18 t/m 19) 26-03-2011 t/m 02-04-2011 Hitnotering: (Week 20 t/m 21) 16-04-2011 t/m 23-04-2011 | Hitnotering: (Week 1 t/m 17) 06-11-2010 t/m 26-02-2011 Hitnotering: (Week 18 t/m 19) 26-03-2011 t/m 02-04-2011 Hitnotering: (Week 20 t/m 21) 16-04-2011 t/m 23-04-2011 | Hitnotering: (Week 1 t/m 17) 06-11-2010 t/m 26-02-2011 Hitnotering: (Week 18 t/m 19) 26-03-2011 t/m 02-04-2011 Hitnotering: (Week 20 t/m 21) 16-04-2011 t/m 23-04-2011 | Hitnotering: (Week 1 t/m 17) 06-11-2010 t/m 26-02-2011 Hitnotering: (Week 18 t/m 19) 26-03-2011 t/m 02-04-2011 Hitnotering: (Week 20 t/m 21) 16-04-2011 t/m 23-04-2011 | Hitnotering: (Week 1 t/m 17) 06-11-2010 t/m 26-02-2011 Hitnotering: (Week 18 t/m 19) 26-03-2011 t/m 02-04-2011 Hitnotering: (Week 20 t/m 21) 16-04-2011 t/m 23-04-2011 | Hitnotering: (Week 1 t/m 17) 06-11-2010 t/m 26-02-2011 Hitnotering: (Week 18 t/m 19) 26-03-2011 t/m 02-04-2011 Hitnotering: (Week 20 t/m 21) 16-04-2011 t/m 23-04-2011 | Hitnotering: (Week 1 t/m 17) 06-11-2010 t/m 26-02-2011 Hitnotering: (Week 18 t/m 19) 26-03-2011 t/m 02-04-2011 Hitnotering: (Week 20 t/m 21) 16-04-2011 t/m 23-04-2011 |
| Week: | 1 | 2 | 3 | 4 | 5 | 6 | 7 | 8 | 9 | 10 | 11 | 12 | 13 | 14 | 15 | 16 | 17 | | 18 | 19 | | 20 | 21 | |
| --- | --- | --- | --- | --- | --- | --- | --- | --- | --- | --- | --- | --- | --- | --- | --- | --- | --- | --- | --- | --- | --- | --- | --- | --- |
| Positie: | 1 | 7 | 19 | 36 | 41 | 40 | 54 | 53 | 62 | 73 | 64 | 64 | 65 | 58 | 85 | 95 | 92 | uit | 89 | 98 | uit | 61 | 98 | uit |

### VlaamseUltratop 100Albums
| Hitnotering: 06-11-2010 t/m 11-12-2010 | Hitnotering: 06-11-2010 t/m 11-12-2010 | Hitnotering: 06-11-2010 t/m 11-12-2010 | Hitnotering: 06-11-2010 t/m 11-12-2010 | Hitnotering: 06-11-2010 t/m 11-12-2010 | Hitnotering: 06-11-2010 t/m 11-12-2010 | Hitnotering: 06-11-2010 t/m 11-12-2010 | Hitnotering: 06-11-2010 t/m 11-12-2010 |
| Week:                                  | 1                                      | 2                                      | 3                                      | 4                                      | 5                                      | 6                                      |                                        |
| -------------------------------------- | -------------------------------------- | -------------------------------------- | -------------------------------------- | -------------------------------------- | -------------------------------------- | -------------------------------------- | -------------------------------------- |
| Positie:                               | 68                                     | 19                                     | 42                                     | 64                                     | 92                                     | 100                                    | uit                                    |